# عجينة دابي
عجين دابي هو نوع من المعجنات، تُعَد تقليديًّا باستخدام بقايا العجين المتبقية من صنع الفطيرة. تتكون حشوة العجينة عادةً من خليط القرفة والسكر الأبيض المرشوش على الزبدة أو السمن، ثم يتم لفها وتقطيعها وخبزها.
لهذا النوع من الحلويات أسماء مختلفة، مثل: قواقع القرفة، القواقع، النحل الطنان، الطواحين.